# Olib (wieś)
Olib – wieś w Chorwacji, w żupanii zadarskiej, w mieście Zadar. W 2011 roku liczyła 140 mieszkańców.